# Republiken Sydperu
Republiken Sydperu (spanska: República Sud-Peruana) var en av tre republiker, som utgjorde den kortlivade federationen Peru-bolivianska konfederationen åren 1836–1839.
Sydperu var en av två stater – den andra var Nordperu – som uppstod av delningen av republiken Peru på grund av inbördeskrigen 1834 och 1835–1836. Staterna grundades 1836 för att bilda den planerade Peru-bolivianska konfederationen, tillsammans med Bolivia.
Konfederationen upphörde tre år senare efter kontinuerliga gränskrig med Argentina och Chile i konfederationskriget, och efter en kaotisk inbördeskonflikt mellan Nordperu och Sydperu. I augusti 1839 förklarade Agustín Gamarra federationen upplöst. Resultatet blev att Sydperu och Nordperu återgick till att vara republiken Peru.

## Presidenter
- Förstepresident: General Ramón Herrera Rodado (född 1799 – död 1882) (17 september  1837 – 12 oktober 1838.)
- Andrepresident: Juan Pío de Tristán y Moscoso (född 1773 – död 1860) (12 oktober 1838 – 23 februari 1839.)